# Inégalité écologique
Pour les articles homonymes, voir Inégalité.
L'inégalité écologique ou inégalité environnementale est un concept qui semble avoir émergé des années 1970 aux années 1990 et qui traduit — du point de vue sociologique et environnemental — une différence dans l’accès à tout ou partie des ressources naturelles et aux services écosystémiques fournis par la Nature.
Cette différence peut avoir des causes et raisons :
- plutôt arbitraires et relevant plutôt de l'inégalité sociale et de l'organisation sociale (ex. : pauvreté, ostracisme…)
- plutôt naturelles ou « environnementales » (car les ressources environnementales sont géographiquement très inégalement réparties, et certaines personnes ou groupes peuvent perdre la plupart de leurs ressources quand leur environnement se dégrade trop (ex. : réfugiés climatiques…).

Cette notion s'appuie notamment sur le constat fréquemment fait que les inégalités socio-environnementales se cumulent ou s'aggravent l'une l'autre (autrement dit ; les habitants des zones les plus en difficulté subissent plus que les autres les problèmes environnementaux, locaux ou globaux ainsi que leurs effets indirects, avec des enjeux qui se croisent de manière complexe dans le temps et/ou l'espace et à des pas de temps différents (ainsi sur le court ou moyen terme, une politique environnementale peut parfois aggraver des inégalités sociales (inégalités sociales de santé notamment), et inversement une politique sociale peut aggraver des inégalités environnementales et encore dégrader l'environnement, et dans les deux cas susciter de la violence sans mesures explicatives et/ou de compensation adéquates). 
C'est un des enjeux de soutenabilité et de justice sociale à prendre en compte dans les agendas 21 locaux. L'un des enjeux du Développement durable est de protéger à la fois et dans la mesure du possible ces deux piliers, ainsi que ceux de l'économie, de la gouvernance et de la culture. Comme dans le domaine social, elles sont difficiles à quantifier, ce qui selon l'IGE « pousse à ne pas les prendre en considération ».

## Histoire du concept
C'est un concept récent (sous cette dénomination), et sans doute encore émergent. Ce concept évolue avec la sensibilité du grand public, des acteurs sociaux et des décideurs vis-à-vis de l'environnement (sensibilité périodiquement mesurée par des sondages dans de nombreux pays, dont en France,).
Cette notion est trouvée dans la conférences mondiales de Rio et dans celle de Johannesburg, généralement au sens particulier d'« inégalités d’accès, à l’échelle planétaire, aux ressources naturelles (eau, air, sol, énergie) et au développement », note l'IGE dans son rapport de 2005, mais elle n'a pas été définie précisément par les grands documents du sommet de Rio ni dans sa « déclaration des gouvernements locaux », pas plus pour la charte d'Aalborg de 1994, qui est pourtant l'une des bases des politiques des villes européennes pour le développement durable (suivie des conférences de Lisbonne en 1996 et de Hanovre en 2000.
En France, cette notion a pris un sens juridique plus marqué quand la loi et l'État ont reconnu (via l'article 1er de la Charte de l'environnement, adossée à la Constitution française) que « Chacun a le droit de vivre dans un environnement équilibré et favorable à sa santé », et elle doit être prise en compte par les Plans régionaux santé-environnement depuis leur seconde mise à jour.

## Éléments de définition
Les « acteurs français du développement durable » mobilisés pour les grands sommets mondiaux ont écrit dans leur rapport préparatoire à la conférence de Johannesburg : « le champ des inégalités écologiques est en fait fort étendu et recouvre aussi bien une exposition aux risques naturels et techniques, une dégradation de la qualité de vie, une privation relative de certains biens et services communs allant jusqu’à un accès restreint ou altéré à des ressources vitales, toutes choses se traduisant par une altération du potentiel de développement au sens plein du terme ».
L'inégalité écologique existe à plusieurs niveaux (entre des territoires, des groupes ou des personnes par exemple). 
Elle contribue aux inégalités sociales, car elle est souvent associée à des inégalités de santé et d'espérance de vie et donc à une inégalité des chances et a fortiori à des inégalités économiques de revenus.
Elle peut être perçue à différents niveaux :
- dans une même société, ou dans une même zone géographique ; comme inégalité d'accès à l'énergie (précarité énergétique) ou à tout ou partie de ressources naturelles (eau, air, sol, faune, flore, fonge et services écosystémiques fournis par ces entités et les écosystèmes) pourtant géographiquement harmonieusement réparties et disponibles ;
- à échelle planétaire, quand il s'agit d'inégalités dues à la disparition locale ou régionale de la plupart des richesses naturelles (par exemple en contexte de désertification, de surpêche, de destruction des sols, de forêts ou d'écosystèmes par l'érosion ou la salinisation ou la montée de la mer…).

Ce sont deux formes différentes d'inégalités de richesse (la richesse étant ici alors comprise dans son sens de richesses naturelles et d'héritage naturel en ce qui concerne le patrimoine naturel et le bien commun).

## Enjeux
Ils sont au moins socio-environnementaux, sanitaires et de soutenabilité du développement. Ce sont aussi des enjeux de solidarité écologique et de solidarité entre citoyens, territoires et générations (auxquels on confère souvent une dimension de solidarité spatiale, mais aussi temporelle, vis-à-vis des générations futures, alors que les ressources naturelles qui pourraient leur être vitales sont au moins en partie dilapidées et surexploitées).
En France, un rapport de l’inspection générale de l'Environnement publié en 2005 sur « les inégalités écologiques en milieu urbain » confirme que la question des inégalités écologiques n’est toujours « pas au cœur de la réflexion des acteurs de la ville, et les approches « environnementales » et « sociales » sont le plus souvent dissociées : sont traitées d’un côté les questions environnementales et, de l’autre, les inégalités sociales » et ajoutent les auteurs du rapport « S’il est vrai que les populations les plus défavorisées n’ont généralement pas la possibilité de fuir des situations écologiques dégradées, qu’elles ont une moindre capacité à réagir contre des projets susceptibles de détériorer leurs conditions et leur cadre de vie, ces premières constatations ne vident pas pour autant le sujet des inégalités écologiques ».
Le rapport Eloi Laurent à travers la contribution de Julien Caudeville explore la thématique des inégalités environnementales, le contexte de son émergence et de sa prise en compte dans les politiques au niveau national. L’article décrit l’évolution des démarches de caractérisation des risques sanitaires, socle méthodologique et scientifique de la construction d’outils de diagnostic des inégalités géographiques d’exposition relatives aux pollutions, nuisances et risques environnementaux. Les données existantes et les verrous liés à leur utilisation sont discutés et illustrés à travers la présentation de réalisations françaises dans ce domaine. Une des recommandations majeures du rapport propose la création d'un centre d'analyse et de prévention des inégalités environnementales. En ce sens, l'INERIS développe PLAINE, la Plateforme d'Analyse des Inégalités Environnementales en appui au ministère de l'environnement dans le contexte des Plans Nationaux Santé-Environnement (PNSE).

## Le cas du contexte urbain
Ce cas devient prédominant quant au nombre de personnes concernées, car plus de 50 % de l'humanité vit désormais en milieu urbain. 
En ville et en milieu périurbain, les inégalités écologiques existent aussi, bien que prenant des formes différentes de ce qu'elles sont dans les milieux moins anthropisés. 
Il peut s'agir d'une inégalité d'accès à un air de qualité, à une nourriture saine et produite par des moyens à faible impact environnemental (via de l'agriculture biologique par exemple), aux services publics environnementaux (information environnementale, espaces verts, arbre en ville, espaces périurbains de nature ouverte au public), ou encore aux vacances dans la nature, etc.
Il s'agit fréquemment aussi d'une exposition accrue aux bruit, à la pollution (pollution routière et séquelles de guerre notamment), aux encombrements, aux mauvaises odeurs, ainsi qu'aux risques industriels, agroindustriels (exposition aux pesticides y compris) et technologiques (ex. : zone Seveso, décharges et friches industrielles…), de même pour les risques d'inondation, de canicule et d'exposition aux bulles de chaleur urbaine, etc.
Une étude basée sur l'analyse de 79 107 décès survenus à Paris de 2004 à 2009 chez les plus de 35 ans, publiée en 2015, confirme qu'à Paris, la surmortalité liée aux pics de pollution est plus importante dans les quartiers pauvres, bien que la pollution soit plus élevée dans certains quartiers riches. Une explication serait que dans les quartiers pauvres, le temps passé dans le métro, les transports, et un habitat moins salubre est plus long, et que l'on peut moins s'oxygéner hors de la ville durant les week-ends ou vacances. Le tabagisme, l'alimentation et l'exercice physique seraient peut-être aussi en cause. Selon Denis Zmirou, co-auteur de l'étude et directeur du département environnement, santé, travail de l’EHESP, « nous sommes face à un effet de fragilisation en continu des populations due à la pollution chronique. Les gens ainsi fragilisés sont alors ‘emportés’ par les pics de pollution et les catégories sociales modestes en sont les principales victimes ».